# Bento Pais de Barros
Bento Pais de Barros, barão de Itu, (Itu, cerca de 1785 – Itu, 9 de fevereiro de 1858) foi um militar, político, dono de engenho e sertanista luso-brasileiro, tendo alcançado a patente de capitão-mor.

## Biografia
Filho de Antônio de Barros Penteado e de Maria de Paula Machado. Era irmão de Antônio Pais de Barros, primeiro barão de Piracicaba, e de Genebra de Barros Leite, que se casou em segundas núpcias com José da Costa Carvalho, marquês de Montalegre. 
Foi-lhe concedido brasão, o mesmo da família Barros, aos 16 de fevereiro de 1795, conforme registro no Cartório da Nobreza de Portugal.
Casou-se, em 1819, com Leonarda de Aguiar, irmã de Rafael Tobias de Aguiar, com a qual teve os seguintes filhos: Maria Pais de Barros; Antônio de Aguiar Barros, marquês de Itu; Gertrudes Aguiar Pais de Barros, que se casou com o barão de Tatuí; Leonarda de Aguiar Barros, que se casou com o segundo barão de Piracicaba; Rafael Aguiar Pais de Barros; Francisco de Aguiar Barros, que se casou com a aristrocata paulista Maria Angélica de Sousa Queirós; e Ana de Barros Aguiar.
Juntamente a seu irmão Antônio, liderou tropas ituanas durante a Revolução Liberal de 1842 e por esse motivo foi perseguido. Alguns anos mais tarde, em 1846, Bento e Antônio receberam títulos de barão, concedidos por D. Pedro II. Como político, chegou a ser eleito vereador de Itu. Foi proprietário de dois grandes engenhos de açúcar, em Capivari e Piracicaba.
Pais de Barros faleceu em 9 de fevereiro de 1858 e seu corpo está enterrado na Capela São João de Deus da Santa Casa de Misericórdia de Itu. Em 2008, em homenagem aos 150 do falecimento do barão, a prefeitura de Itu realizou cerimônia na sede da secretaria de Cultura municipal. O imóvel, um sobrado no centro da cidade onde atualmente está o Espaço Cultural Almeida Júnior, era de propriedade do barão de Itu. Em homenagem a sua esposa,  foi batizada rua com seu título -- Baronesa de Itu -- no centro de São Paulo.